# Samuel Röthlisberger
Samuel Röthlisberger (15 de agosto de 1996) es un jugador de balonmano suizo que juega de pívot en el TVB 1898 Stuttgart de la Bundesliga. Es internacional con la selección de balonmano de Suiza.
Su primer gran campeonato con la selección fue el Campeonato Europeo de Balonmano Masculino de 2020.

## Clubes
| Club               | País     | Año         |
| ------------------ | -------- | ----------- |
| BSV Bern           | Suiza    | 2014 - 2018 |
| TVB 1898 Stuttgart | Alemania | 2018 - Act. |